# Absence injustifiée
Pour plus de détails, voir Fiche technique et Distribution.
Absence injustifiée (Assenza ingiustificata) est un film italien de 1939, réalisé par Max Neufeld.
Le film est adapté d'une pièce de théâtre du dramaturge hongrois István Békeffi, déjà représentée en Italie par la compagnie Beghetti-Menichelli, et adaptée pour le grand écran par Amedeo Castellazzi et Max Neufeld.
Le film est aujourd'hui perdu.

## Synopsis
Une élève du secondaire, Véra, est expulsée de l'école et fait semblant d'être malade pour le cacher à ses parents: le médecin devient bientôt son complice, puis celui de la mère. La vie conjugale devient, jour après jour, de plus en plus triste et pleine de malentendus, jusqu'à ce que la mère persuade Vera de retourner à l'école, sans rien dire à son mari. Cette double vie perturbe le mari, qui croit sa jeune femme infidèle mais ensuite les choses vont s'éclaircir, quand le médecin va trouver Vera à la sortie de l'école.

## Fiche technique
- Titre français : Absence injustifiée[1]
- Titre original : Assenza ingiustificata
- Réalisation : Max Neufeld
- Scénario : Aldo De Benedetti, Carlo Della Posta, Max Neufeld et Amedeo Castellazzi d'après la pièce de théâtre d'István Békeffy
- Photographie : Václav Vích
- Montage : Maria Rosada
- Musique : Cesare Andrea Bixio
- Scénographie : Gastone Medin
- Costumes : Titina Rota
- Dates de sortie :
  - Royaume d'Italie : 15 novembre 1939
  - France : 12 septembre 1941[1]

## Distribution
- Alida Valli : Vera
- Amedeo Nazzari : Carlo
- Lilia Silvi : Luisa
- Paolo Stoppa : Eugenio
- Lauro Gazzolo : Président
- Lia Orlandini : Mme Fabbri
- Guglielmo Barnabò : M. Fabbri
- Giana Cellini : infirmière
- Liliana Vismara : lycéenne
- Daniella Drei : camarade de classe de Vera
- Olga Vittoria Gentili :
- Loris Gizzi :
- Pina Gallini : enseignante
- Giacomo Moschini : bon professeur
- Olga Solbelli : méchante professeure
- Bianca Della Corte : lycéenne
- Liliana Vismara : lycéenne